# Грудни кош
Грудни кош је анатомска регија присутна код кичмењака која се налази у пределу прса. Његова главна улога је држање на месту и заштита виталних органа.

## Анатомија
Код човека и примата, грудни кош је сачињен од костију који ствара:
- Кичму: подељену на 12 леђних пршљенова.
- Ребра: 12 пара ребара, тачније 24 ребра.
- Грудну кост

Заједно сви делови чине прсну шупљу која штити виталне органе од којих су:
- Срце
- Плућа
- Једњак и душник
- Живце
- Лимфне и крвне судове

Како би имао додатну издржљивост и стабилност, груни кош је повезан са околним костима од којих су раме и вратни пршљенови.

## Људски грудни кош

### Структура
Код људи и других хоминида, грудни кош је грудни део тела између врата и абдомена, заједно са унутрашњим органима и другим садржајем. Углавном је заштићена и подржана грудним кошем, кичмом и раменим појасом.